# 오쓰나촌
오쓰나촌(일본어: 大綱村)은 1921년 4월 1일부터 1927년 4월 1일까지 존재했던 일본 가나가와현 다치바나군의 촌이다. 

## 지리
현재의 요코하마시 고호쿠구 동부와 가나가와구의 일부에 해당한다.

## 역사
- 1889년 4월 1일 - 정촌제 시행에 의해 다치바나군 오쓰나촌이 성립하였다.
- 1911년 4월 1일 - 고야스촌의 일부를 편입하였다.
- 1927년
  - 4월 1일 - 요코하마시에 편입해, 동일 오쓰나촌은 폐지되었다.
  - 10월 1일 - 요코하마시가 정령지정도시를 이행해, 구 촌역은 가나가와구가 되었다.

## 교통

### 철도
- 철도성(현 : JR동일본)
  - 요코하마선
- 도쿄요코하마 철도
  - 도요코선 (현 : 도큐 전철)

## 참고 문헌
- 小幡宗海編『神奈川文庫 第五集 百家明鑑』神奈川文庫事務所、1900年。
- 大日本篤農家名鑑編纂所編『大日本篤農家名鑑』大日本篤農家名鑑編纂所、1910年。
- 交詢社編『日本紳士録 第36版』交詢社、1932年。
- 角川日本地名大辞典編纂委員会,『角川日本地名大辞典 神奈川県』1984, 角川書店